# Iredalea subtropicalis
Iredalea subtropicalis là một loài ốc biển, là động vật thân mềm chân bụng sống ở biển trong họ Drilliidae.